# 프로토카테츄산 에틸
프로토카테츄산 에틸(영어: ethyl protocatechuate) 또는 에틸 프로토카테츄에이트는 페놀 화합물이다. 프로토카테츄산 에틸은 땅콩 종자 껍질에서 발견할 수 있다. 프로토카테츄산 에틸은 포도주에도 존재한다. 프로토카테츄산 에틸은 프로토카테츄산의 에틸산 에스터이다.
프로토카테츄산 에틸은 프로콜라겐-프롤린 이산소화효소의 저해제이며, 심근을 보호하는 데 사용할 수 있다.

## 같이 보기
- 포도주의 페놀 성분
- 다이하이드록시벤조산
- 오르셀린산